# Paradelphomyia oaxacensis
Paradelphomyia oaxacensis är en tvåvingeart som först beskrevs av Alexander 1946.  Paradelphomyia oaxacensis ingår i släktet Paradelphomyia och familjen småharkrankar. Inga underarter finns listade i Catalogue of Life.